# Anthony Soter Fernandez
Anthony Soter Fernandez, né le 22 avril 1932 à Sungai Petani en Malaisie et mort le 28 octobre 2020, est un prélat catholique malaisien, évêque de Penang puis de Kuala Lumpur de 1983 à 2003, et est créé cardinal en 2016.
Il est connu pour être le premier cardinal catholique de Malaisie.

## Biographie

### Jeunesse et formation
Anthony Soter Fernandez est né le 22 avril 1932 à Sungai Petani dans le Kedah en Malaisie dans une famille d'ascendances indiennes. Il est ordonné prêtre pour le diocèse de Penang le 10 décembre 1966. 

### Évêque
Il est nommé évêque de Penang le 29 septembre 1977 par Paul VI et consacré le 17 février suivant par Mgr Gregory Yong Sooi Ngean, archevêque de Singapour. Jean-Paul II le mute au siège archiépiscopal de Kuala Lumpur (en) le 30 juillet 1983. 
De 1987 à 1990 puis de 2000 à 2003, il préside la conférence des évêques de Malaisie, Singapour et Bruneï. 
Dans ces différentes fonctions dans des régions où l'islam est religion d'État et le christianisme est très minoritaire, il a été un artisan de relations apaisées entre les religions.
Il démissionne de sa charge d'archevêque pour raison de santé le 24 mai 2003.

### Cardinal
Il est créé cardinal comme seize autres prélats lors du consistoire du 19 novembre 2016 par le pape François qui lui attribue le titre de Sant'Alberto Magno, créé à cette occasion et dont il prend possession dès le surlendemain. Âgé de plus de 80 ans, il ne peut pas être électeur en cas de conclave. Il devient ainsi le premier cardinal malaisien de l'histoire.
Il meurt le 28 octobre 2020, à l'âge de 88 ans, au foyer pour personnes âgées des petites sœurs des pauvres à Cheras, dans l'État de Selangor en Malaisie.